# Список Президентів Чехословаччини
Список Президентів Чехословаччини

## Список
| Роки         | Президент                                                                   |
| 1918–1935    | Томаш Масарик                                                               |
| 1935 — 1938  | Едуард Бенеш з 1938 по 1945 в еміграції в Лондоні                           |
| 1938–1945    | Еміл Гаха з 1939 по 1945 Державний президент протекторату Богемія і Моравія |
| 1948–1953    | Клемент Готвальд                                                            |
| 1953–1957    | Антонін Запотоцький                                                         |
| 1957–1968    | Антонін Новотний                                                            |
| 1968–1975    | Людвік Свобода                                                              |
| 1975–1989    | Густав Гусак                                                                |
| 1989 (в. о.) | Маріан Чалфа                                                                |
| 1989–1992    | Вацлав Гавел                                                                |
| 1992 (в. о.) | Ян Страський                                                                |

## Прапор президента

1918–1939, 1945–1960
1960–1990
1990–1992